# تویس سمایلی
تویس سمایلی (به انگلیسی: Tavis Smiley) متولد ۱۳ سپتامبر ۱۹۶۴ میسیسیپی، نویسنده و مجری شبکه پی‌بی‌اس آمریکاست.
او مجری برنامه‌ای با نام نمایش تویس سمایلی است که شبانگاهان در سرتاسر آمریکا پخش می‌گردد.

## زندگی‌نامه
سمایلی در گالف‌پورت، میسیسیپی به دنیا آمد و در بانکر هیل، ایندیانا بزرگ شد. وی پس از تحصیل در دانشگاه ایندیانا، در اواخر دهه ۱۹۸۰به عنوان دستیار تام بردلی، شهردار لس آنجلس مشغول به کار شد.
سمایلی در سال ۱۹۹۱ مفسر رادیویی شد و از سال ۱۹۹۶ مجری برنامه گفتگوی بت (که بعداً به بت امشب تغییر نام داد) را در تلویزیون (BET) بر عهده داشت.
از سال۲۰۱۷تا ۲۰۰۴ سرویس پخش عمومی (PBS) با میزبانی تویس سمایلی در روزهای هفته و نمایش لبخند تویس در رادیو بین‌المللی عمومی (PRI) پخش شد.
حرفه سمایلی پس از تعلیق و اخراج از PBS و به‌دنبال تحقیقاتی که در جریان جنبش می‌تو انجام داد، متحمل عواقب آن شد. او از PBS به دلیل فسخ نادرست قراردادش شکایت کرد و پس از اینکه هیئت منصفه متوجه شد که او بند اخلاقی شرکت را نقض کرده‌است، پرونده دادگاه را باخت. قاضی دستور داد سمایلی ۲/۶ میلیون دلار غرامت به PBS بپردازد.